# An Thái, Hải Phòng
An Thái là một xã thuộc huyện An Lão, thành phố Hải Phòng, Việt Nam.
Xã An Thái có diện tích 5,77 km², dân số năm 1999 là 7538 người, mật độ dân số đạt 1306 người/km².
An Thái gồm có thôn: Tiền Cầm, Thạch Lưu, Trung...